# Jean Marie Dongou
Jean Marie Dongou Tsafack (Duala, 20 de abril de 1995) é um ex-futebolista camaronês que atuava como atacante.
Integrou as categorias de base do Barcelona de 2008 á 2013. Estreou no Barcelona B em 2012 e na equipe principal em 27 de julho de 2013, em partida amistosa de pré-temporada contra o Vålerenga, quando marcou dois gols.

## Seleção Camaronesa
Em 29 de julho de 2013, com dezoito anos, foi convocado pelo treinador Volker Finke para a Seleção Camaronesa principal pela primeira vez.